# A Hundred Million Suns
A Hundred Million Suns es el quinto álbum de la banda Snow Patrol. El álbum salió a la venta el 24 de octubre en Irlanda y el 27 de octubre en Reino Unido y resto de Europa. El primer sencillo es "Take Back The City".
De este álbum sacaron los sencillos: Take back the city, Crack the shutters, If there's a rocket tie me to it y The planets bend between us, este último tema fue modificado en el video musical. Dicha versión se encuentra en el álbum recopilatorio Up to now.

## Grabación y sonido del álbum
Sobre la grabación del nuevo álbum Jonny Quinn declaró:

"Grabamos el álbum en los estudios Grouse Lodge en Irlanda y también en los mismos estudios donde U2 grabó Achtung Baby".
Jonny Quinn.

Respecto a como sonará el álbum, el batería contó:

"Nos seguimos basando en las melodías, pero suena muy diferente a los demás álbumes. Es difícil saber lo que todos vayan a pensar, pero estamos felices. Aún estamos muy lejos de decir que este es nuestro mejor álbum".
Jonny Quinn

También habló sobre los planes que tiene el grupo para presentarse en vivo:

La banda está encantada con el resultado y que el álbum se dará a conocer a finales de 2008, posiblemente en octubre. Queremos sacar el álbum antes de ir de gira, la planificación es tocar en pequeños conciertos, antes de Navidad".
Jonny Quinn

## Lista de canciones
1. "If there's a rocket tie me to it".[5]
2. "Crack the shutters".[5]
3. "Take back the city"[5]
4. "Lifeboats".[5]
5. "The golden floor".[5]
6. "Please just take these photos from my hands".[5]
7. "Set down your glass".[5]
8. "The planets bend between us".[5]
9. "Engines".[5]
10. "Disaster button".[5]
11. "The lightning strike".[5]

- I"What if this storm ends?".[5]
- II"Sunlight through the flags".[5]
- III"Daybreak".[5]